# SG Walluf
Die SG Walluf ist ein Fußballverein aus dem hessischen Ort Niederwalluf.

## Geschichte
Der Verein wurde zunächst unter dem Namen SV Niederwalluf aus der Taufe gehoben. Die Gründungsversammlung fand am 30. Januar 1932 im damaligen Gasthaus Zur Rose in der Johannisbrunnenstraße statt. Initiatoren der Vereinsgründung waren Julius Ganns, Josef Hopf, Franz Kiefer, Konrad Mager, Wilhelm Walter und Valentin Hammer. Hammer wurde auch zum kommissarischen ersten Vorsitzenden bestimmt.
Mit Unterstützung des Niederwallufer Bürgermeisters Spiegelalter wurde an der Verbindungsstraße nach Schierstein ein Sportplatz errichtet. Dieser diente bis 1960 als Spielstätte. Dann wurde in unmittelbarer Nähe ein alter Schuttplatz aufgefüllt, auf dem das heutige Sportgelände entstand.
Nach Ende des Zweiten Weltkriegs wurde der Verein im Spätsommer 1945 durch ehemalige Mitglieder unter dem Namen SG Ober- und Niederwalluf neu belebt. Nach der Gründung eines eigenen Sportvereins in Oberwalluf im Jahr 1951 und dem damit verbundenen Ausscheiden zahlreicher Mitglieder wurde der Verein in SG Walluf umbenannt.

## Sportliche Erfolge
Größter sportlicher Erfolg war im Sommer 2000 der Aufstieg in die viertklassige Oberliga Hessen. Nach zwei Spielzeiten stieg die SG Walluf 2002 wieder in die Landesliga ab und spielt aktuell in der Verbandsliga Hessen Mitte, mit Aussichten auf einen Aufstieg in die Oberliga.